# 鈴木孝俊
鈴木 孝俊（すずき たかとし、1912年9月6日 - 1996年3月2日）は日本の美術監督、日本映画・テレビ美術監督協会名誉会長。本名は鈴木 正治（すずき まさはる）。大阪府大阪市出身。

## 経歴
狂言や歌舞伎に魅せられ旧制中学校を中退し一座の巡業についてまわる程だった。1933年ににっかつ撮影所の装飾担当として入社。1935年に新興キネマに移籍。1947年にフリーとなる。その後東京映画、新東宝、宝プロを転々し1953年より東映京都撮影所と契約を結び時代劇などのセットのデザインを担当。平安時代、室町時代、安土桃山時代、江戸時代、明治時代まであらゆる時代の内装、建築様式を熟知している事からスタッフから時代考証の鬼と呼ばれていた。
1996年3月2日午前11時40分に心不全で死亡（享年83歳）。

## 代表作
※日本公開年月日順
- 1955年　-　「血槍富士」
- 1957年　-　「鳳城の花嫁」、「水戸黄門」
- 1959年　-　「忠臣蔵 櫻花の巻・菊花の巻」、「たつまき奉行」、「水戸黄門 天下の副将軍」、「浪花の恋の物語」、「天下の伊賀越 暁の血戦」
- 1960年　-　「任侠中仙道」
- 1961年　-　「右門捕物帖 南蛮鮫」、「宮本武蔵」
- 1962年　-　「宮本武蔵 般若坂の決斗
- 1963年　-　「八州遊侠伝 男の盃」、「宮本武蔵 二刀流開眼」
- 1964年　-　「宮本武蔵 一乗寺の決斗」
- 1967年　-　「あゝ同期の桜」
- 1968年　-　「人間魚雷 あゝ回天特別攻撃隊」
- 1969年　-　「異常性愛記録 ハレンチ」、「日本暗殺秘録」
- 1973年　-　「現代任侠史」
- 1974年　-　「激突! 殺人拳」、「仁義なき戦い 完結篇」
- 1979年　-　「地獄」

## 受賞歴
| 受賞年             | 受賞名           | 受賞名             | 受賞名 |
| ------------------ | ---------------- | ------------------ | ------ |
| 1959年（昭和34年） | 第14回           | 毎日映画コンクール | 美術賞 |
| 1959年（昭和34年） | 日本映画技術賞   |                    | 美術賞 |
| 1959年（昭和34年） | 北海道新聞映画賞 |                    |        |
| 1962年（昭和37年） | 第13回           | ブルーリボン賞     | 技術賞 |